# 쓰노다 료타로
쓰노다 료타로(일본어: 角田 涼太朗, 1999년 6월 27일~)는 일본의 축구 선수이다.

## 구단 경력
그는 2020년 J1리그의 요코하마 F. 마리노스에 입단했다. 2023년까지 36경기에 출전, 2022년에 J1리그 우승을 차지했다. 2024년 카디프 시티 FC로 이적했다.